# اچ‌ام‌سی‌اس امهرست (کی۱۴۸)
اچ‌ام‌سی‌اس امهرست (کی۱۴۸) (به انگلیسی: HMCS Amherst (K148)) یک کشتی است که طول آن ۲۰۵ فوت (۶۲٫۴۸ متر) می‌باشد. این کشتی در سال ۱۹۴۱ ساخته شد.